# Mappano
Mappano är en ort och kommun i storstadsregionen Turin, innan 2015 provinsen Turin, i regionen Piemonte, Italien. Kommunen skapades den 30 januari 2013 då territorium från kommunerna Borgaro Torinese, Caselle Torinese, Leini och Settimo Torinese slogs samman för att bilda den nya kommunen Mappano. Mappano hade 7 286 invånare (2017).